# ハチスカ
ハチスカ株式会社（英: HACHISUKA CO.,LTD.）は、愛知県岡崎市に店舗・事務所を置く作業服・ユニフォーム専門店。

## 概要
1927年4月に創業した作業服・安全用品専門店。
近年では、女性の社会進出の一環としての女性用作業服と、法人向けオーダー品受注開拓に注力している。

## 沿革
- 1927年（昭和2年）4月 - 創業。蜂須賀浅吉繊維屑卸を始める[1]。
- 1944年（昭和19年）- 2代目蜂須賀坂吉が着物の帯芯の製造卸を始める。
- 1951年（昭和26年）- 軍手の製造卸を始める。
- 1952年（昭和27年）10月 - 株式会社蜂須賀商店（資本金300万円）として法人化。
- 1970年（昭和45年）3月 - ハチスカ株式会社に社名変更。資本金を600万円に増資。
- 1977年（昭和52年）3月 - 資本金を980万円に増資。
- 1982年（昭和57年）6月 - 蜂須賀利雄が作業服及びその関連商品の小売を始める。
- 1988年（昭和63年）3月 - 3代目蜂須賀利雄が代表取締役に就任する。
- 1995年（平成7年）2月- 資本金1.000万円にする。
- 2017年（平成29年）4月 - 4代目蜂須賀大が代表取締役に就任する。

## 事業所
- 店舗・事務所 （愛知県岡崎市葵町）

## 記事掲載
- 2019年5月25日朝日新聞社　社会面 「熱中症対策扇風機付き作業服ファッションショー」[2]
- 2019年6月11日中部経済新聞社 「ファン(扇風機)付きウェア販売強化」[3]
- 2019年12月25日中部経済新聞社　「今日の紙面　ハチスカ　女性用作業服に注力　売上高構成比10％へ　蛍光色や迷彩柄　大胆なカラーリング提案」[4]
- 2020年6月27日中日新聞三河版 「水にぬらす冷感マスク販売」[5]
- 2020年7月31日中部経済新聞社 「ワークウエア販売のハチスカ　水でひんやり、マスク好調　接触冷感と吸汗速乾性　生地２種、熱中症対策」[6]
- 2021年3月26日中部経済新聞社 「作業服卸・小売りのハチスカ　法人向けオーダー品受注開拓に力　出張採寸からデータ管理一括対応　５年以内に顧客400社に拡大へ」[7]